# Bolț (motor)

Diferite secţiuni de bolţ

Bolțul (axul) pistonului, este o piesă de formă tubulară, cilindrică, uneori inegală, confecționată din oțel aliat sau oțel-carbon, cu un conținut de carbon cel mult 0,20%, tratată prin cementare și călire superficială și apoi rectificată pentru netezirea suprafeței. Scopul acestei piese este de a face legătură articulată între piston și bielă ajutând la transformarea mișcării rectilinii a pistonului și transmiterea ei la bielă. Bolțul este încărcat de forța de presiune a gazelor și de forța de inerție, dezvoltată de piston. Într-o secțiune transversală apar solicitări de încovoiere care produc deformarea bolțului după axa lui longitudinală. Apar solicitări de încovoiere și în secțiunea longitudinală, acestea deformează bolțul în secțiune transversală, generând deformația de ovalizare. În perioada arderii violente, forțele de presiune înregistrează creșteri rapide care produc solicitarea prin șocuri. Caracterul variabil al sarcinii produce fenomenul de oboseală a bolțului. Prin urmare, bolțul trebuie să posede o rezistență înaltă la solicitări variabile și cu șocuri. 
Modul de asamblare a bolțului cu biela poate să fie fix în umerii pistonului și liber în bucșa bielei sau fix în bielă și liber în piston sau flotant adică liber și în bielă și în piston. La motoarele cu presiune mare de ardere a amestecului carburant, împotriva uzurii bolțului i se asigură o ungere prin canalul de ulei al bielei. Pentru a nu se deplasa axial în timpul funcționării, bolțul se asigură cu siguranțe în formă de segment de inel în canalele respective ale bosajelor pistonului, sau inel elastic în capul mic al bielei sau cu pastile din aliaj de aluminiu sau alamă.

## Materiale pentru bolțuri
La construcția bolțurilor se utilizează oțeluri de cementare care satisfac cel mai bine condițiile dure de funcționare. Semifabricatele sunt bare laminate, bare tubulare sau forjate din șarje speciale. La bolțurile unde solicitarea este medie se folosește oțel carbon de calitate sau oțeluri slab aliate (elemente de aliere Cr, Ni, Mn, Mo) cu conținut mic de carbon (0,12...0,35%). După cementarea pe întreaga lungime și călire, urmează tratamentul de revenire pentru stabilizarea structurii. Tratamentul de cementare este o operație scumpă și se înlocuiește cu călirea superficială prin curenți de înaltă frecvență (CIF). Atunci când se utilizează oțeluri aliate, după cementare duritatea stratului superficial ajunge până la 58...64 HRC.

## Calculul bolțului
În general, bolțul se dimensionează pe baza datelor constructive.  La alegerea dimensiunilor trebuie să se aibă în vedere trei criterii: masă redusă, presiuni specifice mici, rigiditate ridicată. Calculele au ca scop varificarea rezistenței la solicitările mecanice, verificarea rezistenței la uzură, precum și precizarea jocurilor de montaj. Bolțul se calculează la încovoiere și ovalizare și se verifică la oboseală și la presiune  de contact.